# Mesogobio
Mesogobio este un gen de pești ciprinizi, întâlniți în Asia de Est. Sunt recunoscute două specii care aparțin acestui gen.

## Specii
Genul cuprinde două specii:
- Mesogobio lachneri Bănărescu & Nalbant, 1973
- Mesogobio tumenensis Y. L. Chang, 1980